# Hellenistisches Theater Dion

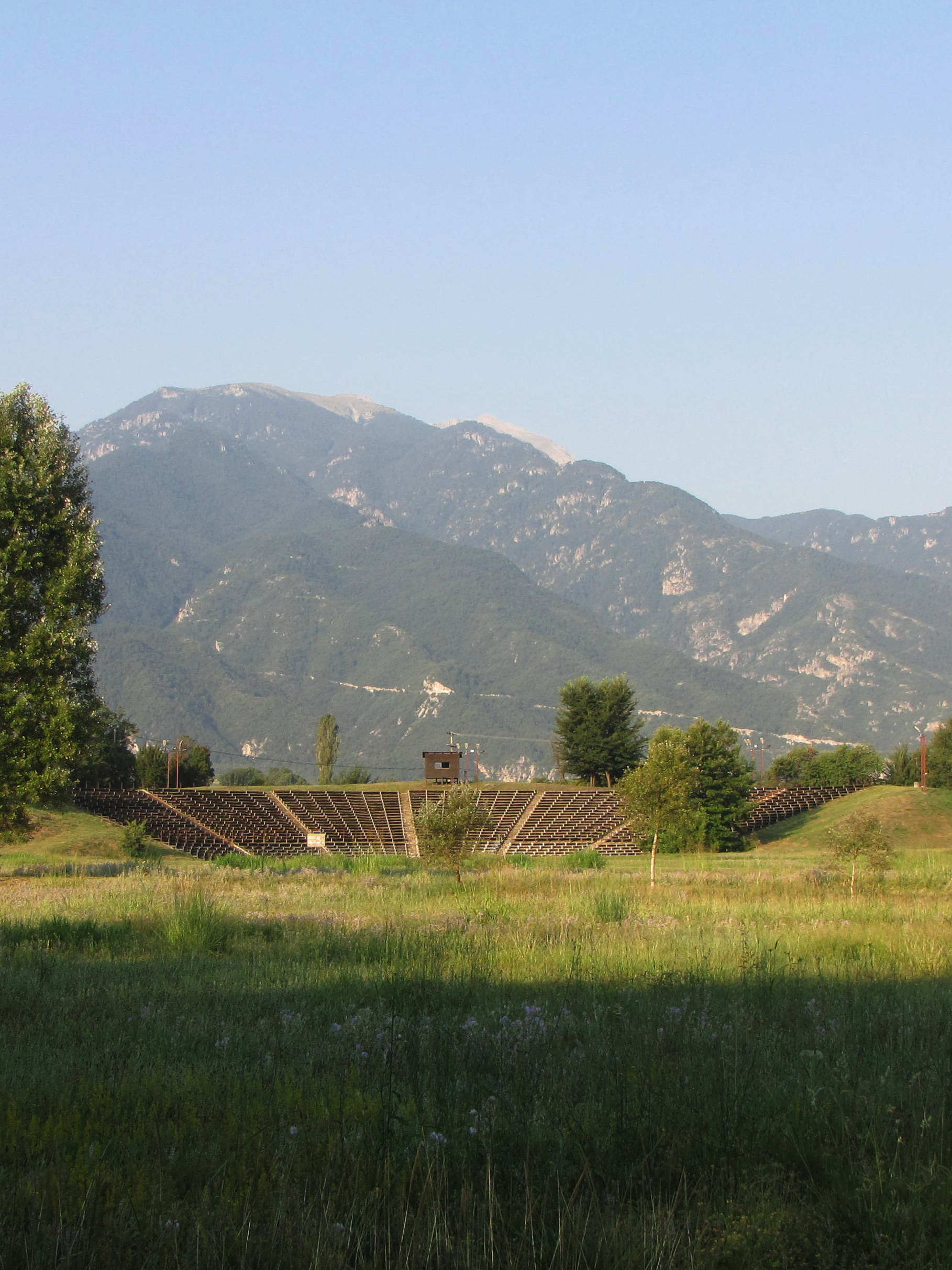
Das hellenistische Theater von Dion

Das Hellenistische Theater Dion ist ein Gebäude der antiken Stadt Dion und das größte Bauwerk des Archäologischen Parks im heutige Ort Dion. Es befindet sich im Süden der Ortschaft und wird im Sommer häufig für Aufführungen des Olympos-Festivals benutzt.

## Lage
Das Theater befindet sich rund 180 Meter südlich des Eingangs zum Archäologischen Park in Dion und ca. 400 Meter südöstlich des Demeter-Heiligtums.

## Bauweise

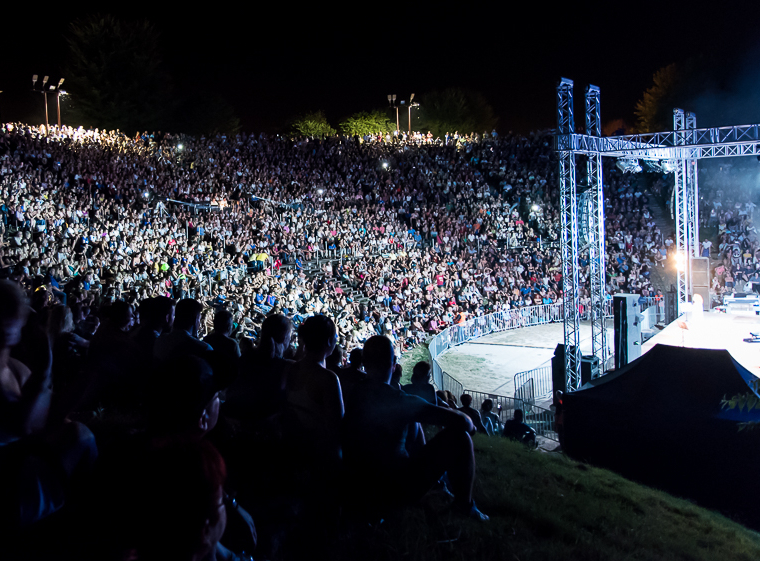
Konzert in Dion im Rahmen des Olympos-Festivals

Die Form des Theaters entspricht der typischen hellenistischen Bauweise. Es handelt sich um ein Freilufttheater, das in nordöstlicher Richtung an den Hang eines niedrigen natürlichen (teilweise aufgeschütteten) Hügels gebaut wurde. Die Orchestra wurde auf gestampften Lehmboden gebaut und war von einer Drainage umgeben, die das Regenwasser ableitete. Die Drainage ist unbedeckt, über zwei Brücken konnte sie von den Darstellern überquert werden. Die Orchestra hat einen Durchmesser von rund 26 Metern. Die Bühne bestand wahrscheinlich aus Holz und war damals etwas höher als die gegenwärtige Bühne. Unterhalb der Orchestra verlief ein unterirdischer Gang, der zwei Räume miteinander verband.
Einzigartig bei hellenistischen Theatern war die Art der Sitze des Zuschauerraums, der Cavea; die halbkreisförmigen Sitzreihen waren mit 50 mal 50 mal 7 Zentimeter großen Lehmziegeln bedeckt, die Sitze waren eine halbe Ziegelbreite hoch. Noch vor dem Beginn der römischen Periode wurden die Sitze mit Marmor bedeckt. Die derzeitige Form des Theaters ist das Resultat einer modernen Rekonstruktion auf den antiken Fundamenten. Die Sitzreihen im Zuschauerbereich sind heute mit Holzbrettern bedeckt.
Der Giebel des Theatergebäudes war mit dorischem Gebälk geschmückt; das Dach war mit Ziegeln im lakonischen Stil gedeckt.

## Geschichte

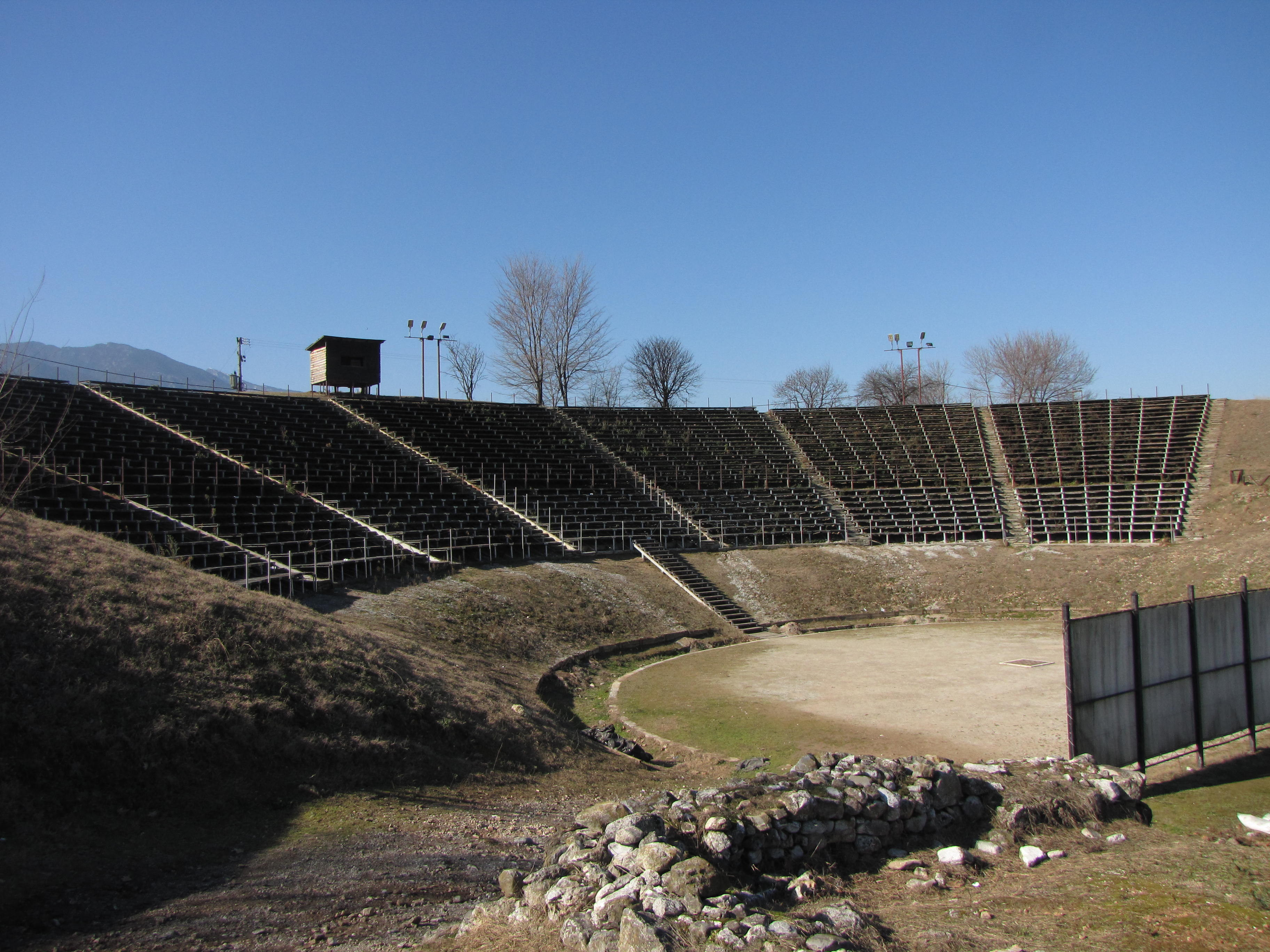
Das hellenistische Theater von Dion

Das Theater wurde während der hellenistischen Periode, vermutlich während der Regentschaft von König Philipp V., erbaut. An derselben Stelle befand sich zuvor ein Theater, das vermutlich bei dem Einfall der Aetolier um 220 v. Chr. zerstört wurde. Philipp V. ließ die Stadt Dion, die Heiligtümer und das Theater umgehend wieder aufbauen. Innerhalb des Bauwerks wurde eine größere Menge von Münzen Philipps V. gefunden. In römischer Zeit (ab 168 v. Chr.) wurden nützliche Baumaterialien des Theaters entfernt und davon ein römisches Theater in der Nähe des Zeus-Heiligtums erbaut.
König Archelaos hielt in Dion zu Ehren der neun Pierischen Musen neuntägige Festspiele ab, die auch Theaterwettbewerbe beinhalteten. Er lud Euripides nach Dion ein, der dort die Dramen Archelaos und Die Bakchen schrieb. Beide Stücke wurden sehr wahrscheinlich auch in Dion aufgeführt.
Nach Abschluss aller Renovierungsarbeiten dient das Theater seit 1991 regelmäßig für Aufführungen des Olympos-Festivals.

## Grabungsgeschichte
Das Theater wurde 1806 von dem englischen Forscher William M. Leake entdeckt. Im Jahr 1855 wurde der Fund durch den französischen Archäologen Léon Heuzey bestätigt. Die ersten Testgrabungen wurden 1970 unter der Leitung von G. Bakalakis durchgeführt. Die regulären Grabungsarbeiten begannen 1973 unter der Leitung von Dimitrios Pandermalis. Nachdem die Arbeiten für zwei Jahre geruht hatten, wurden sie von dem Architekten und Archäologen G. Karadedos 1977 wieder aufgenommen. Da das Bauwerk in der römischen Periode keine weitere Beachtung fand, wurde auch dessen Grundstruktur nicht mehr verändert. Die Ausgrabungen wurden sehr vorsichtig ausgeführt; so wurden wertvolle Informationen gewonnen, die Rückschlüsse auf den ursprünglichen Zustand des Komplexes zuließen. Gefunden wurden die Orchestra, die Bühne, die Drainage, Teile des Theatergebäudes und der Hauptteil der Cavea. Nachdem 1988 die Ausgrabungen abgeschlossen waren, erarbeitete Karadedos eine Studie zur Konservierung, Förderung und Wiedereröffnung des Hellenistischen Theaters von Dion.